# Tony Southgate

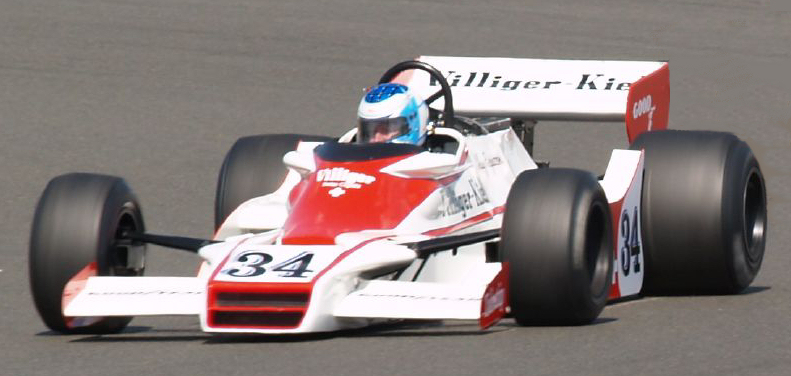
Shadow DN9

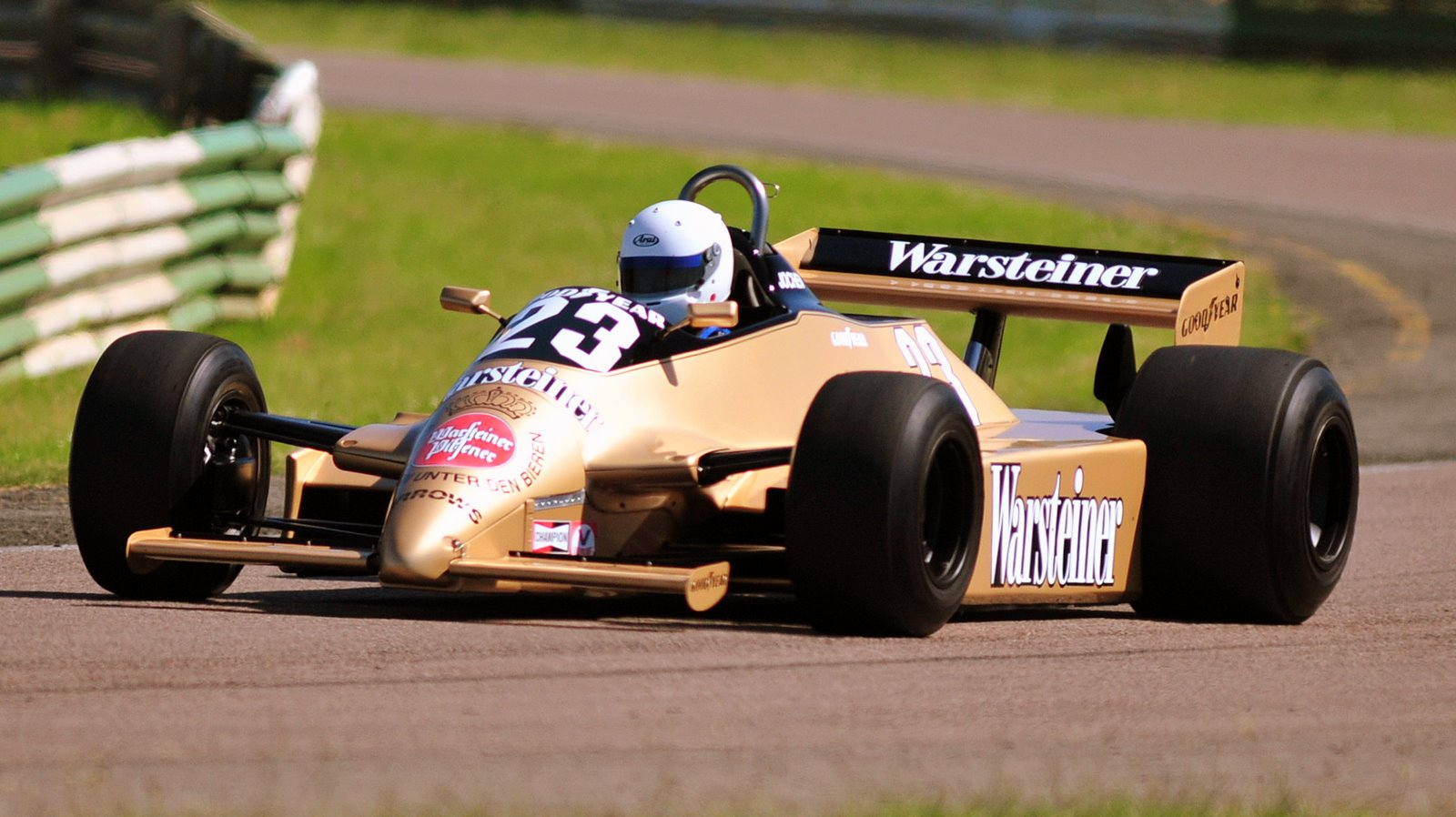
Arrows A3

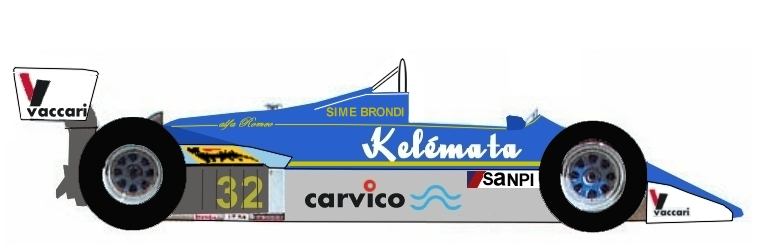
Tony Southgates letztes Formel-1-Auto: Der Osella FA1E

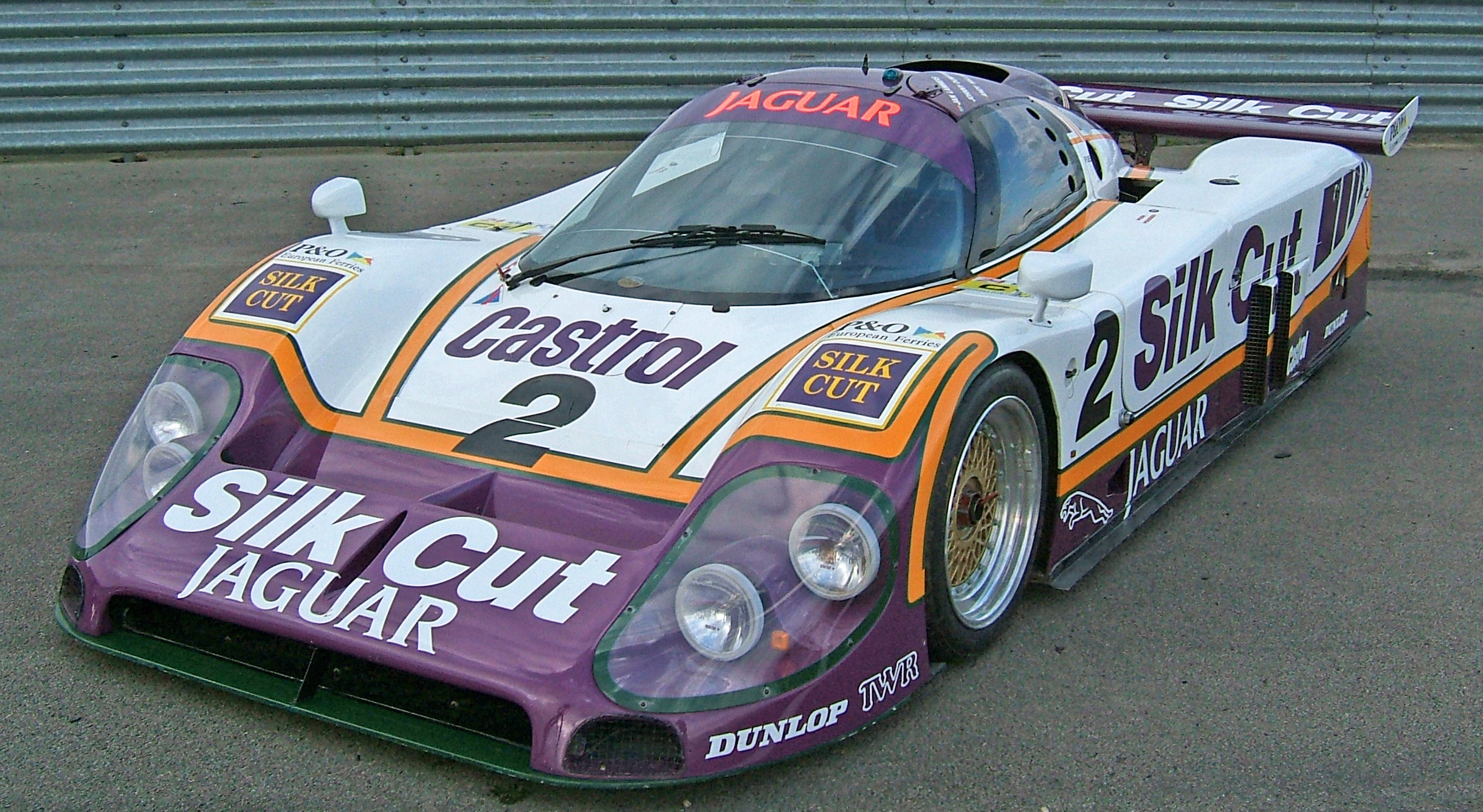
Jaguar XJR-9

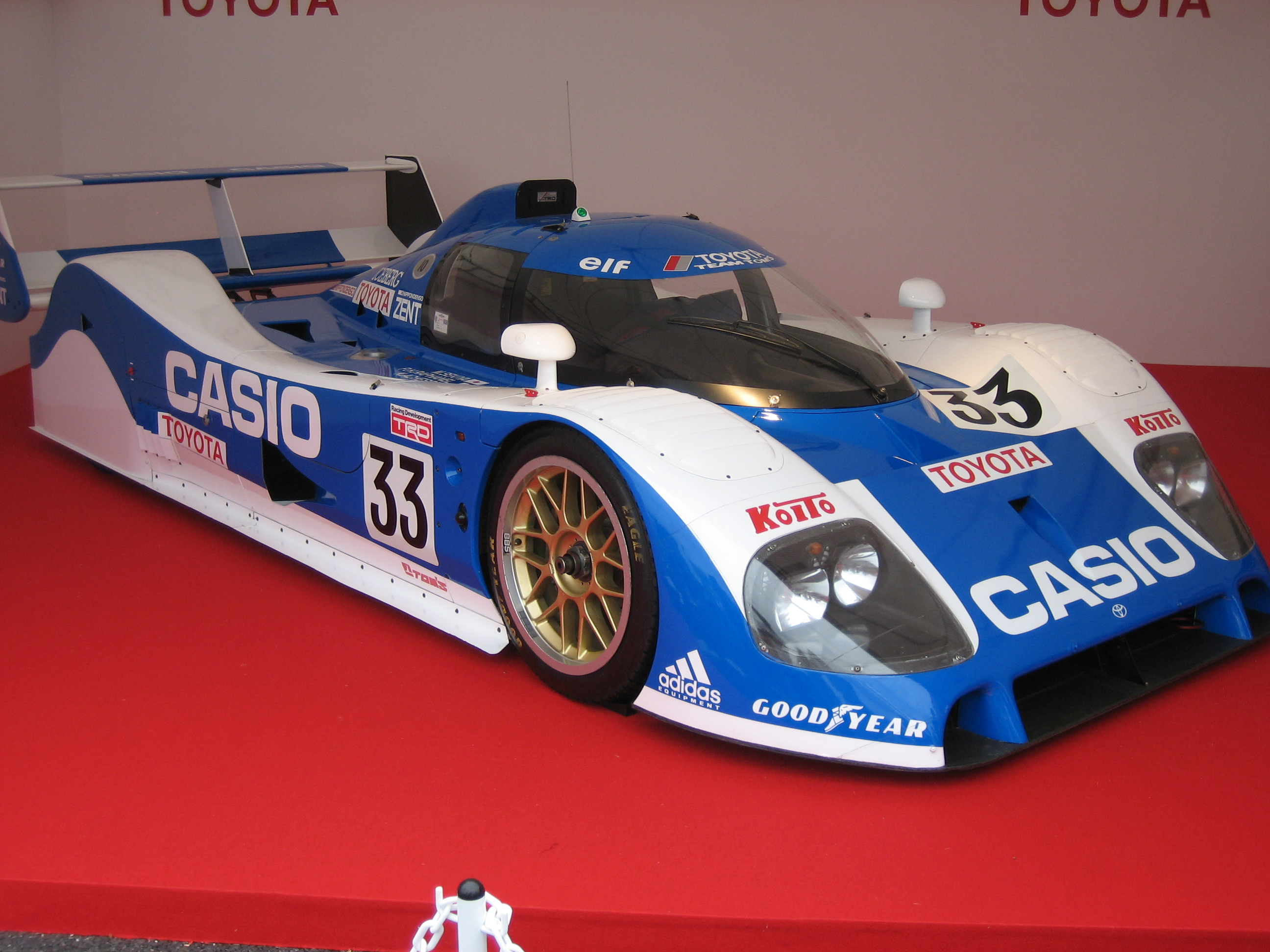
Toyota TS010

Tony Southgate (* 25. Mai 1940 in Coventry, Warwickshire) ist ein britischer Ingenieur, ehemaliger Rennwagen-Konstrukteur in der Formel 1 und Gründungsmitglied des Arrows-Teams.

## Karriere

### Anfänge
Erste Erfahrungen im Rennsport sammelte Southgate 1962 bei Lola, wo er als Konstrukteur an Fahrzeugen für die Formel 1, Sportwagenrennen und die Indycar-Serie arbeitete. Er wechselte für ein Jahr zu Brabham, kehrte aber zu Lola zurück, um mit Eric Broadley an dem Sportwagen zu arbeiten, der mit John Surtees am Steuer in seiner Debüt-Saison den CanAm-Titel gewinnen konnte.
Dieser Erfolg machte Dan Gurney auf Southgate aufmerksam und er engagierte ihn für sein Eagle-Projekt. Southgate entwickelte einen Wagen für die Formel 5000 und auch der Eagle 68 Drake/Offenhauser, mit dem Bobby Unser 1968 den Sieg bei den 500 Meilen von Indianapolis holte, stammte von ihm.

### B.R.M.
1970 übernahm Southgate den Posten des Chefdesigners im Formel-1-Team von B.R.M. In der ersten Saison konnte Pedro Rodríguez im P153 den ersten Sieg seit vier Jahren für das Team holen. 1971 entschieden Jo Siffert und Peter Gethin im P160 jeweils ein Rennen für sich und das Team beendete die Konstrukteurs-WM an zweiter Stelle hinter Tyrrell. 1972 holte Jean-Pierre Beltoise den Sieg in Monaco.

### Shadow
Ende 1972 wechselte Southgate zum Team Shadow, das den Einstieg in die Formel 1 für die Saison 1973 plante. Southgate konstruierte den Shadow DN1, der mit den Fahrern George Follmer und Jackie Oliver auf Anhieb konkurrenzfähig war. Der Shadow DN2 für die CanAm-Serie konnte in diesem Jahr einen Doppelerfolg in der Meisterschaft einfahren. 1974 starb Peter Revson am Steuer eines Shadow DN3 bei Testfahrten in Kyalami.
Ende 1975, als sich abzeichnete, dass der Hauptsponsor den Vertrag mit Shadow nicht verlängern würde, wechselte Southgate zu Lotus, wo er an der Seite von Peter Wright an der Entwicklung des Lotus 77 und des Lotus 78 beteiligt war.

### Arrows
Mitte 1977 kehrte Southgate zu Shadow zurück, verließ das Team jedoch bereits Ende des Jahres wieder, um mit Franco Ambrosio, Alan Rees, Jackie Oliver und Dave Wass das Arrows-Team mit Sitz in Milton Keynes zu gründen. Der Name des Teams wurde aus den Anfangsbuchstaben der Nachnamen der Gründungsmitglieder zusammengesetzt, das „S“ steht für Southgate.
Der erste Formel-1-Wagen des neuen Teams war dem Shadow DN9 so ähnlich, dass er nach einer Klage wegen Urheberrechtsverletzung von der FIA für illegal erklärt wurde. Southgate entwickelte für Arrows die A2- und A3-Wagen, bevor er das Team verließ und bis 1980 freiberuflich tätig war.

### Theodore Racing
Ende 1980 kehrte Southgate in die Formel 1 zurück und konstruierte für Theodore Racing den TY01 für die Saison 1981.

### Osella Squadra Corse
1983 gestaltete Southgate mit dem Osella FA1E seinen letzten Formel-1-Rennwagen. Southgate musste hier viele Kompromisse eingehen. Eine vollständige Neukonstruktion ließ Osellas Budget nicht zu; Southgate musste sich daher darauf beschränken, die vorhandenen, in ihren Wurzeln auf das Jahr 1980 zurückgehenden Osella-Wagen zu überarbeiten und an das nunmehr verwendete Triebwerk von Alfa Romeo anzupassen. Der Osella FA1E erreichte nur drei Mal das Ziel. Southgates österreichischer Kollege Gustav Brunner hielt den FA1E für das schlechteste Auto des Starterfeldes von 1983.

### Sportwagen
Nach dem Zusammenschluss des Theodore-Teams mit Ensign Ende 1982 gründete Southgate zusammen mit John Thompson Auto Racing Technology. Die neue Firma war an zwei Großprojekten von Ford beteiligt, darunter der Entwicklung des Ford RS200, aber beide Projekte wurden beendet, bevor sich Erfolg einstellen konnte.
1984 ging Southgate zu Tom Walkinshaw Racing, wo er für das Design der Jaguar XJR-9 und -12 verantwortlich war, die dreimal die Sportwagen-Weltmeisterschaft und zweimal das 24-Stunden-Rennen von Le Mans gewinnen konnten. Er blieb bis 1991 bei TWR und war danach weiterhin als Entwickler von Sportwagen für Toyota (Toyota TS010), Ferrari (Ferrari 333SP), Lister, Nissan (Nissan R390 GT1) und Audi (Audi R8R und R8C) tätig.